# Ozbrojené síly Saúdské Arábie

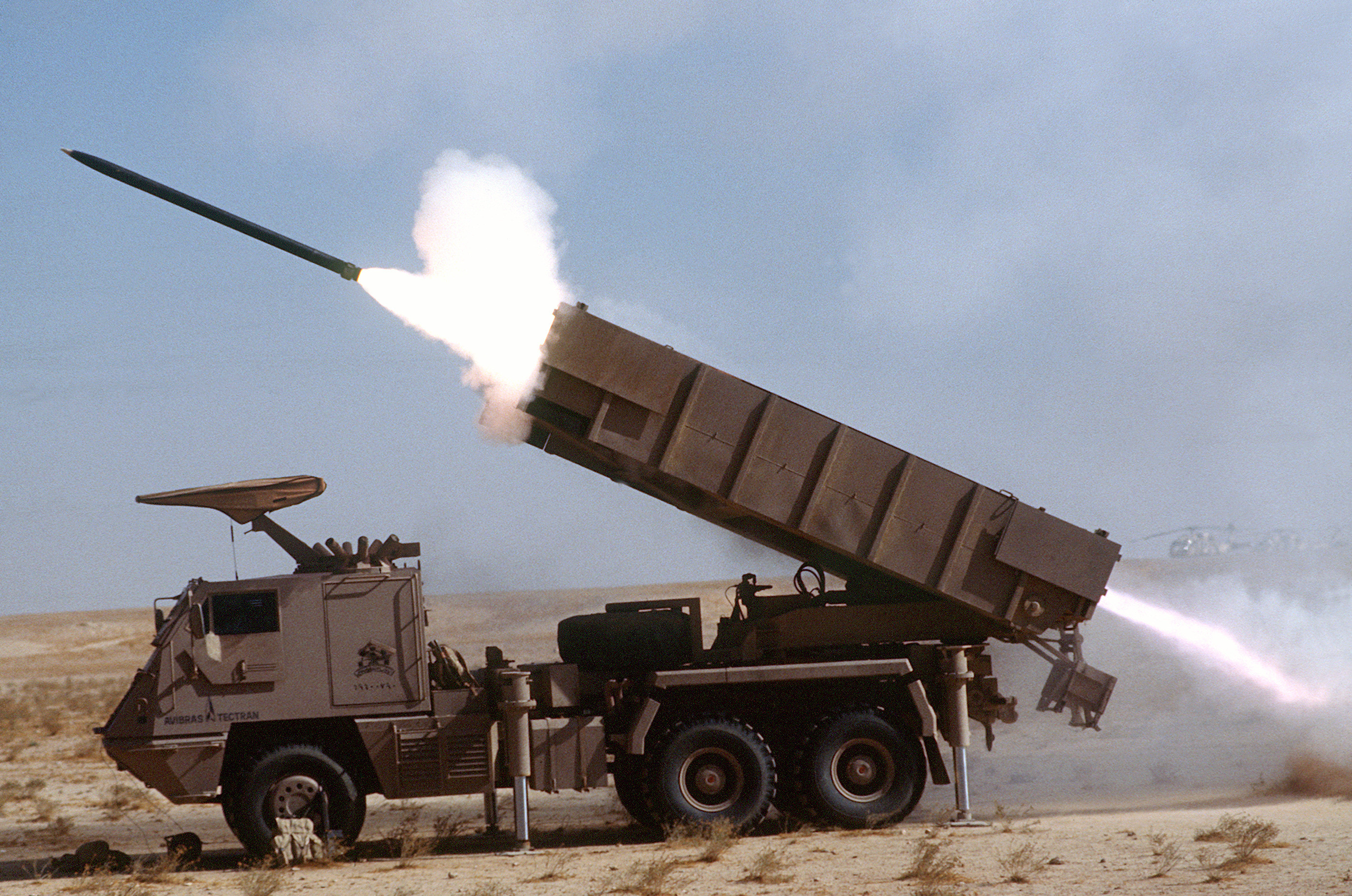
Saúdskoarabský raketomet ASTROS II při palbě

Ozbrojené síly Saúdské Arábie (arabsky القوات المسلحة الملكية السعودية) se skládají z Královských saúdských pozemních sil, Královského saúdského letectva, Královského saúdského námořnictva, Královské saúdské protiletecké obrany, Saúdskoarabské národní gardy a dalších polovojenských jednotek. Byly založeny v roce 1944 a jejich vrchním velitelem je saúdskoarabský král Abdalláh ibn Abd al-Azíz. Bojovaly proti Izraeli v první arabsko-izraelské válce a jomkipurské válce a proti Iráku ve válce v Zálivu. Účastnily se též srážek na jemensko-saúdskoarabské hranici.